# Zuschauereffekt
Der Zuschauereffekt (auch Bystander-Effekt, englisch: bystander effect, auch non-helping-bystander effect oder Genovese-Syndrom) beschreibt das Phänomen, dass einzelne Personen weniger wahrscheinlich in eine Notsituation eingreifen und helfen, je mehr andere Personen vor Ort sind. Latané und Darley haben den Effekt erstmals nach dem Mord an Kitty Genovese beschrieben. Auf Grundlage ihrer Forschung entwickelten sie unter anderem ein 5-Stufen-Modell, das den Ablauf des Zuschauereffekts in Gefahrensituationen beschreibt. Die Sozialpsychologie liefert verschiedene Erklärungsansätze für das Auftreten des Zuschauereffekts. Obwohl der Zuschauereffekt in verschiedenen Untersuchungen immer wieder beobachtet wurde, gibt es auch Forschung, die zeigt, dass der Effekt nicht uneingeschränkt gültig ist. Neuere Studien stellen die Existenz des Zuschauereffekts überhaupt in Frage.

## Ursprung
Zahlreiche Forschungsarbeiten zu Hilfeverhalten entstanden aufgrund eines Ereignisses. 1964 wurde die US-Amerikanerin Catherine „Kitty“ Genovese in den Straßen von New York ermordet. Den Mord sollen Berichten zufolge 38 Personen beobachtet und nicht eingegriffen haben. Obwohl die Angaben bezüglich der Zeugen auf Falschmeldungen basieren, taucht diese Fassung der Geschichte selbst 60 Jahre später in einer Vielzahl von sozialpsychologischen Lehrbüchern auf. Nichtsdestotrotz löste die Berichterstattung damals wichtige Forschungsarbeiten aus. Durch diese verstehen wir besser, warum Menschen in Notsituationen eingreifen und warum nicht.

## Gründe
Es gibt mehrere Gründe, warum einzelne Personen unwahrscheinlicher helfen, wenn viele Personen anwesend. In der Sozialpsychologie etablierten sich drei zentrale Erklärungen:
- Verantwortungsdiffusion: Das Gefühl einer einzelnen Person weniger Verantwortung zu tragen, wenn mehrere Zuschauenden anwesend sind.
  - Beispiel: mehrere Personen sehen in der Öffentlichkeit, wie sich eine Person verletzt. Es ist unklar, wer die Verantwortung trägt, zu helfen - jede Person denkt, eine der anderen Personen wäre verantwortlich und unternimmt deswegen nichts. Es wird darauf gewartet, dass eine andere Person eingreift bzw. den ersten Schritt einer Intervention wagt.[6]
- Bewertungsangst: Die Angst davor, dass andere Zuschauenden einen negativ beurteilen, wenn man in die Situation eingreift.
  - Beispiel: wenn in einer Situation etwa erste Hilfe nötig wäre, hat man Angst, diese falsch durchzuführen. Durch das Nicht-Eingreifen kann man eine negative Bewertung vermeintlich vermeiden. Ein anderes Beispiel zeigt sich bei uneindeutigen Situationen. Da sich die Situation möglicherweise als kein Notfall herausstellen könnte, zögert man einzugreifen, um sich bei einer falschen Einschätzung als Notfall nicht zu blamieren.
- Pluralistische Ignoranz: Die Überzeugung, dass es sich nicht um eine Notsituation handeln kann, weil keine andere Person eingreift.
  - Beispiel: Wenn man eine Situation beobachtet, die nicht eindeutig als Gefahrensituation zu identifizieren ist, beispielsweise eine herumirrende, verwirrt wirkende Person, greift man weniger wahrscheinlich ein, wenn andere Zuschauenden vor Ort sind. Man geht davon aus, dass andere Personen eingreifen würden, wenn es sich um einen tatsächlichen Notfall handeln würde.

In der Vergangenheit wurde zudem die Urban-Overload-Hypothesen als Erklärung diskutiert. Die Reizüberflutung in Großstädten löst eine automatische Schutzreaktion aus, bei der sich Menschen eher auf sich selbst konzentrieren und dadurch die Hilfsbereitschaft abnimmt.

## Das 5-Stufen-Modell
Auf Grundlage ihrer Forschung entwickelten Latané und Darley ein 5-Stufenmodell, das den Entscheidungsprozess in Zuschauersituationen beschreiben soll. Das erfolgreiche Durchlaufen aller Stufen führt zu, dass Menschen Hilfe leisten. Auf den Stufen 2, 3 und 5 kann sich die Anwesenheit anderer im Sinne des Zuschauereffekts negativ auf das Hilfeverhalten auswirken.
Die Tabelle zeigt die fünf Stufen und mögliche Hindernisse für Hilfeverhalten.
| Stufe                                                     | Grund nicht zu helfen                                                     | Hindernisse |
| --------------------------------------------------------- | ------------------------------------------------------------------------- | --- |
| 1. Situation wahrnehmen                                   | Das Ereignis wird nicht bemerkt                                           | Lärm und andere Ablenkungen Konzentration auf das eigene Handeln |
| 2. Situation interpretieren: Ist Eingreifen erforderlich? | Fehler bei der Einschätzung, dass das Ereignis ein hohes Risiko darstellt | Unklarheit bezüglich des Gefahrenpotenzials Untätigkeit weiterer Zeugen (Pluralistische Ignoranz) Ignorieren von Anzeichen für eine strafbare Handlung              |
| 3. Verantwortung übernehmen                               | Versagen bei der Übernahme persönlicher Verantwortung                     | Unklarheit über die Verantwortlichkeit (Verantwortungsdiffusion: Wahrscheinlichkeit wächst mit Anzahl der Personen)                                                 |
| 4. Entscheidung, welche Hilfe erforderlich ist            | Versagen beim Eingreifen aufgrund mangelnder Fähigkeit                    | Aktionsignoranz (nicht wissen, was man sagen oder tun sollte, um einzugreifen) Bewertungsangst                                                                      |
| 5. Helfen                                                 | Kein Eingreifen                                                           | Angst wegen der Konsequenzen Zu hohe Kosten Einschätzung, ob Eingreifen in die Situation verschlimmernd oder selbstgefährdend Soziale Normen widersprechen Eingriff |

### Stufe 1: Situation wahrnehmen
Bevor Hilfe geleistet werden kann, muss die Person einen Notfall registrieren. Die Wahrnehmung kann durch zeitliche und räumliche Trennung verhindert werden. Auch die Lebhaftigkeit und Art des Notfalls kann die Wahrnehmungsmöglichkeit beeinflussen. Es wurde gezeigt, dass bei lebhaften Notfällen in 89 % der Fälle geholfen wird und bei nicht lebhaften Notfällen nur in 13 % der Fälle.
Eine weitere Studie zeigt, dass die Wahrnehmung auch durch die eigene Stimmung beeinflusst werden kann. McMillen, Sanders und Solomon (1977) versetzten Teilnehmer in gute oder schlechte Stimmung durch die Rückmeldung, wie gut sie eine Aufgabe lösten. Während einer weiteren Aufgabe haben sie dann die Reaktionen der Versuchspersonen auf ein Geräusch in unterschiedlicher Lautstärke beobachtet. Diese Beobachtungen zeigen, dass Menschen in guter Stimmung schon bei wenigen Dezibel auf ein Geräusch reagieren und somit einen Notfall unter Umständen viel früher wahrnehmen können. McMillen, Sanders und Salomon führten die Studie zusätzlich in einer abgewandelten Form durch. Die Voraussetzung, ob gute oder schlechte Stimmung, wird wie in Studie 1 hergestellt. Im zweiten Durchgang wurde die Hilfsbereitschaft beobachtet. Auch hier zeigt sich, dass Menschen in guter Stimmung eher und ohne Aufforderung helfen.
Darley und Batson (1973) legten einen scheinbar verletzten Menschen an die Straßenseite und beobachteten das Hilfsverhalten von Theologiestudenten, die zu einem Seminar gingen. Selbst wenn sie im Seminar über das Thema „Der barmherzige Samariter“ zu referieren hatten, hatte Zeitdruck einen viel größeren Einfluss auf das Hilfeverhalten. Von den Studenten, die unter Zeitdruck gesetzt wurden, halfen dem „Opfer“ nur 4 %; jene die unter keinem Zeitdruck standen zu 63 %.

### Stufe 2: Situation interpretieren: Ist Eingreifen erforderlich?
Nachdem die Situation wahrgenommen wurde, muss sie auch als Notfall interpretiert werden. Erst dann kann die Person die nächsten Stufen durchlaufen. Dies ist meist situationsabhängig. Ist ein Notfall eindeutig, wie ein Autounfall, kann er leichter als Notfall interpretiert werden. Eine weitere Studie von Latané und Darley (1970) versucht aufzudecken, inwiefern sich Menschen in einer unklaren Situation durch die Handlung anderer Menschen beeinflussen lassen (sog. informativer sozialer Einfluss). Die so genannte Rauchstudie untersucht, wie die Versuchspersonen auf Rauch reagieren, der durch einen Türspalt in den Raum eindringt. Die Personen werden verschiedenen Bedingungen zugeordnet. Entweder sitzen sie alleine im Raum, mit zwei weiteren Teilnehmern oder zwei Strohmännern. In der ersten Bedingung melden 75 % den Rauch, in der zweiten Bedingung nur noch 38 %. Allerdings melden in der letzten Bedingung, in der zwei Strohmänner anwesend sind, welche den Rauch ignorieren, nur noch 10 % der Versuchspersonen den Rauch. Diese Beobachtungen lassen erahnen, wie sehr das Verhalten anderer das eigene Verhalten beeinflusst. Dieses Phänomen, dass Personen auch aus dem Nicht-Handeln anderer Bystander schließen, dass es sich nicht um einen Notfall handelt, nennt man Pluralistische Ignoranz.

### Stufe 3: Verantwortung übernehmen
Wurde die Notfallsituation erkannt, muss der Bystander persönlich Verantwortung übernehmen, um eingreifen zu können. Oft drücken sich Personen in dem Glauben, dass andere besser qualifiziert seien. Das Verantwortungsgefühl nimmt in der Regel ab, je höher die Anzahl der Zuschauer ist. Dieses Phänomen nennt man auch Verantwortungsdiffusion. Moriarty (1975) zeigte diesen Effekt in seiner Studie. Er untersuchte an einem Strand das Verantwortungsgefühl von Personen. In der einen Versuchsbedingung bat man die Strandbesucher explizit, auf Sachen aufzupassen, und in der Kontrollgruppe wurde lediglich darauf aufmerksam gemacht, dass der Strohmann sein Handtuch verlässt. Daraufhin klaute in beiden Bedingungen ein weiterer Strohmann ein Radio von dem unbeaufsichtigten Handtuch. Es zeigt sich in den Ergebnissen, dass Menschen sich verantwortlicher fühlen, wenn sie die Verantwortung persönlich übertragen bekommen, denn unter dieser Bedingung helfen circa 94 % und in der anderen nur 20 %.

### Stufe 4: Entscheidung, welche Hilfe erforderlich ist
Selbst wenn nach den ersten drei Schritten feststeht, dass man helfen möchte, wissen Menschen oft nicht wie. Die Entscheidung, welche Hilfe notwendig ist, hängt von der Kompetenz und Erfahrung ab. Shotland und Heinold (1985) zeigten in ihrer Studie, dass Menschen, die einen Erste-Hilfe-Kurs gemacht haben, weitaus effizienter helfen können. Auch der Schock kann bewirken, dass eine Person nicht entscheiden kann, was zu tun ist. Eine Studie von Clark & Word (1974) zeigte ebenfalls, dass Wissen oder Kompetenz einen Einfluss auf die Effektivität des Hilfeverhaltens haben. Sie verabreichten einer Person im Beisein der Versuchsperson angeblich einen elektrischen Schock, indem die Person ein elektrisches Drahtseil anfasst. Menschen mit geringem oder fehlenden Wissen über Elektrizität rannten meist impulsiv zum Opfer und berührten es. Dieses Verhalten hilft dem Opfer allerdings überhaupt nicht, sondern bringt den Helfer in die gleiche Gefahr und kann unter Umständen zum Tod führen.

### Stufe 5: Helfen
Bevor Zeugen Hilfe durchführen, wägen sie häufig potentielle Kosten der Hilfeleistung ab. Viele Menschen haben Angst, sich strafbar zu machen. Manchmal muss sich der Zeuge auch selber in Gefahr bringen. Aber auch Scham oder die Angst, etwas falsch zu machen, können Gründe sein, warum Personen nicht helfen. Die Angst einer Person, vor anderen einen schlechten Eindruck zu machen (steigt mit der Anzahl der anwesenden Personen), nennt man audience-inhibition.

## Erweiterung des ursprünglichen Modells nach Hortensius und de Gelder (2018)
Das erweiterte Modell beschreibt die motivationalen Prozesse, die über die 5-Stufen hinweg bei den Zuschauenden ablaufen, anhand von zwei konkurrierenden kognitiven Systemen. Das System I das „persönliche Belastungsempfinden“ wird automatisch in der Situation ausgelöst. Die Handlungsfähigkeit und damit die Hilfswahrscheinlichkeit werden verringert und die Verarbeitung der eigenen Emotionen setzt ein. 
Nach einer Weile übernimmt das System II „Mitgefühl“ die Handlungskontrolle. Dementsprechend steuert es die Emotionsverarbeitung und den Prozess der Perspektivenübernahme. Mit Einsetzen des System II steigt die Wahrscheinlichkeit des Eingreifens. 
Die beiden Systeme sind bei jedem Menschen unterschiedlich stark ausgeprägt. Personen, die auf Grund ihrer Persönlichkeit eher zu einem starken persönlichen Belastungsempfinden neigen, greifen demnach weniger häufig ein, wenn andere Personen in der Nähe sind. Das bedeutet bei ihnen zeigt sich der Zuschauereffekt stärker.

## Einschränkungen des Effekts
Der Zuschauereffekt wurde in zahlreichen Studien festgestellt. Jedoch tritt er nicht universell auf, sondern es gibt einige Faktoren, die ihn einschränken.

### Zuschauereffekt in gefährlichen Situationen
In gefährlichen Situationen fällt der Zuschauereffekt geringer aus oder kommt sogar überhaupt nicht vor. 2019 erschien eine Untersuchung auf der Grundlage von 219 Aufnahmen von öffentlichen Kameras, die Auseinandersetzungen filmten. In fast allen Fällen (91 %) griffen Zuschauende ein und je mehr Zuschauende anwesend waren, desto höher war die Wahrscheinlichkeit, dass eingegriffen wurde. Auch in anderen Studien zeigte sich, dass der Zuschauereffekt geringer ausfiel oder gar nicht auftrat, wenn es sich um eine gefährliche Situation handelte. Es ist denkbar, dass gefährliche Situationen für Außenstehende eindeutiger so zu interpretieren sind, dass Hilfe benötigt wird. Dadurch sollte die erlebte Erregung der Person steigen, was wiederum ihre Hilfsbereitschaft erhöht. Außerdem könnten andere Personen als potenzielle Quelle für körperliche Unterstützung verstanden werden, wodurch die Angst einzugreifen, sinken sollte. Manche gefährlichen Situationen können auch nur durch das koordinierte Handeln von mehreren Personen gelöst werden, weshalb in diesen Fällen ebenfalls eher geholfen werden sollte.

### Weitere Einschränkungen
Eine Meta-Analyse aus 2011 berichtete weitere Faktoren, die den Zuschauereffekt abschwächten. So fiel der Zuschauereffekt geringer aus oder trat gar nicht auf, wenn der Täter in der Situation anwesend war. Außerdem war er geringer, wenn die Situation als „Notfall“ interpretiert wurde und wenn das Eingreifen keinen physischen Schaden für die eingreifende Person bedeutete. Anders gesagt heißt das, dass Personen zögern, zu helfen, wenn das Helfen für sie mit einer körperlichen Gefahr verbunden wäre.